# Das schaffst du nie!
Das schaffst du nie! (DSDN) ist ein deutscher YouTube-Kanal, der im Mai 2017 gegründet wurde und zu Bayern 3 gehört. Moderiert wird das Format von Sebastian Meinberg, Julia Nageler und Marc Seibold. Jeden Donnerstag um 15 Uhr erscheint eine neue Folge. Seit April 2024 läuft das Format auch im BR Fernsehen.

## Konzept
Die Inhalte des Kanals drehen sich um Challenges. Der Redakteur Marc Seibold vergibt verschiedene Aufgaben, die von Sebastian Meinberg und Julia Nageler erfüllt werden müssen. Bei den Aufgaben geht es meistens um Geschicklichkeit oder darum, eine unangenehme Situation lange auszuhalten. Dafür haben die Kontrahenten ein bestimmtes Zeitlimit oder eine begrenzte Anzahl von Versuchen. Wenn sie die Aufgabe gewinnen, dürfen sie Marc bestrafen; wenn sie jedoch scheitern, werden sie von Marc bestraft. Um die Challenges zu erschweren, wendet Marc Sabotage an oder verlangt zum Beispiel, dass die Kontrahenten währenddessen ein Kostüm anziehen müssen.
Im Rahmen des „großen Challengemonats“ 2021 traten die Kontrahenten als Team bei den Challenges an, wobei sie sich nach jeder Challenge abwechselten. Wer das Best of Five gewann, durfte den oder die anderen in der „XXL-Strafe“ bestrafen. Seit Anfang 2022 wurde immer im Best-of-Five-Modus gespielt. Maximal fünf Challenges fanden nacheinander statt. Wenn die Kontrahenten zuerst drei Challenges gewannen, erfolgt eine Strafe für Marc; gewann er zuerst drei Challenges, durfte er sie bestrafen.
Im Februar 2024 wurde das Konzept erneut angepasst. Es gibt nur noch jeweils eine große Bestrafung im Sommer und Winter; außerdem gibt es auch Challenges für Marc.
In manchen Folgen treten Gäste auf. Dazu gehörten bisher Parshad Esmaeili, Karim Jamal, Phil Laude, Roy Bianco und die Datteltäter. Von September 2022 bis April 2023 traten auch andere Youtuber als Vertretung an.

## Geschichte
Die Geschichte des jetzigen Formates geht auf die Beginne von Puls zurück. Ursprünglich war die Idee, dass Sebastian Meinberg und Vivian Perkovic jeweils dieselbe Herausforderung getrennt voneinander absolvieren mussten. Nachdem Perkovic Puls verlassen hatte, rückte Ariane Alter nach. Aus den losen einzelnen Challenges wurde langsam ein regelmäßiges Format. Es wurde von 2014 bis 2017 auf dem Jugendnetzwerk Puls des Bayerischen Rundfunks gehostet. Diese alten Folgen sind noch auf dem Youtube-Kanal von Puls Reportage zu sehen.
Am 23. Mai 2017 wurde der eigene Kanal für Das schaffst du nie! gelauncht und gehörte knapp sieben Jahre lang zum Medienangebot funk. Am 8. Februar 2024 verkündeten die Hosts, dass DSDN das Netzwerk von funk verlässt. Gleichzeitig kündigte Bayern 3 an, dass das Format ab dem 15. Februar 2024 dort und auf dem Youtube-Kanal laufen soll. Am 20. Juni 2024 erschien das letzte Challenge-Video mit Ariane Alter, die den Kanal verließ. Ihre Nachfolgerin Julia Nageler war erstmals in der am 22. August 2024 veröffentlichten Challenge aktiv.

## Besondere Challenges und Serien

### Weltrekord
Im November 2019 stellte Das schaffst du nie! mit einer 72-stündigen Live-Moderation einen Guinness-Weltrekord für Die längste Marathon-Talkshow (Team) auf. Passend zur ARD-Themenwoche „Zukunft Bildung“ drehte sich in der Talkshow alles um wissenschaftliche, politische und Alltagsthemen. Der Rekord wurde von ARD alpha live im Fernsehen auf den YouTube-Kanälen von Das schaffst du nie! und ARD-alpha übertragen. Auch im Hauptprogramm des Ersten und des Bayerischen Rundfunks wurden Ausschnitte aus der Moderation live übertragen.
Für den Weltrekord wurde ein Upcycling-Bett angefertigt, das im Nachhinein auf United Charity ersteigert werden konnte; der Erlös ging an den Verein Sternstunden. Ariane und Sebastian erteilten Marc als Strafe 72 Sozialstunden. Die Sozialstunden absolvierte Marc im Tierheim, im Seniorenheim, beim DRK, in der Jugendhilfe, bei der Tafel, beim Müllsammeln und als Erntehelfer.

### Challenges im Ausland
Mehrere Videos wurden in Österreich gedreht. Aber die Moderatoren reisten auch schon weiter weg, um Aufgaben zu erfüllen.
- Sebastian war mehrmals mit ungewöhnlichen Fahrzeugen in Italien unterwegs. Er musste mit einem Schrottauto von München zum Gardasee,[18] mit einer Ape vom Gardasee nach Venedig[19] und mit einem Golfcart nach Rimini[20] fahren.
- Ariane und Sebastian mussten auf Borneo innerhalb von 24 Stunden tausend neue Bäume pflanzen.[21] Außerdem mussten sie von einer Insel im Indischen Ozean entkommen.[22]
- Ariane und Sebastian mussten eine Wüste in Marokko durchqueren.[23]
- Im Sommer 2022 reiste das Team für zwei Wochen durch Skandinavien. Die Tour führte von Töcksfors bis zum Nordkap und beinhaltete mehrere Challenges.[24]

### 24 Stunden Challenges
Bei einigen Challenges geht es darum, 24 Stunden lang eine bestimmte Tätigkeit durchzuhalten. Dabei sind üblicherweise pro Stunde kurze Pausen von fünf Minuten erlaubt. Bei den bisherigen 24-Stunden-Challenges ging es um folgende Aufgaben: Pfahlsitzen, eine Wüste durchqueren, Radfahren, im Whirlpool sitzen, Bäume pflanzen, von einer Insel entkommen, Anrufe annehmen, eine Rube-Goldberg-Maschine bauen, Autoscooter fahren, auf der Rolltreppe gehen, Schiffschaukel, Wasserrutschen, Trampolinspringen, Inlineskater fahren, Fußball spielen, wellenbaden. Zum Abschluss der Nordkap-Reise gab es eine 48-stündige Challenge.

### Verstecken
In mehreren Folgen wurde Verstecken gespielt. Die Reihe begann mit einer Challenge in einem Luxushotel. Da Marc dort schummelte, wurde eine Revanche verlangt und das Verstecken entwickelte sich zur Serie. Die weiteren Folgen fanden in der Therme Erding, auf Burg Finstergrün, in der Westernstadt, im Swingerclub, im Deutschen Museum, in der Bavaria Filmstadt, im Wikingerdorf, in der Münchener Innenstadt, auf einem Kreuzfahrtschiff, im Kernkraftwerk Zwentendorf, im Europäischen Parlament in Straßburg, in der Allianz Arena und in einem Wald statt. Im Miniatur Wunderland, im Legoland und beim Tauchen wurden kleine Figuren versteckt.

### Prominente anrufen
Mehrmals hatten die Kontrahenten die Aufgabe, innerhalb von drei Stunden prominente Menschen anzurufen. Die anzurufenden Prominenten waren Michael Wendler, Helene Fischer, Mats Hummels, Haftbefehl, Oliver Pocher und Julian Nagelsmann. In der als Streich gestalteten Folge vom 16. Januar 2025 sollte Julia Nageler DJ Ötzi anrufen, der währenddessen die Aufzeichnung in einem Nebenraum des Studios verfolgte.

## Staffelfinale mit Bestrafung
Seit der Umstellung des Konzepts 2024 findet erst am Ende einer Staffel eine größere Bestrafung statt. Die erste Staffel verlor Marc Seibold. Für die im Juli 2024 gezeigte Bestrafung wurde er südlich von Pilsen ausgesetzt und musste innerhalb von drei Tagen ohne Smartphone und Geld zurück nach München kommen, wobei er an den ersten beiden Tagen keine Fahrzeuge benutzen durfte. Die zweite Bestrafung, die im Dezember 2024 gezeigt wurde, traf erneut Marc Seibold, der drei Tage lang im Gasteig als gläserner Mensch in einem durchsichtigen Iglu verbringen musste.

## Gelöschte Videos
Mehrere Challenges sind nicht mehr abrufbar. Das Video „Sei ein Arschloch“ zog juristische Konsequenzen nach sich, weshalb das Video nun nicht mehr öffentlich einsehbar ist. Auch die Challenge „Werde Karatemeister“ wurde auf privat gestellt, da es Kritik aufgrund der Verwendung von asiatischen Stereotypen aus der Community gab. Die Moderatoren arbeiteten die Kritik zur Karate-Challenge in einem weiteren Video auf, indem sie mit einem Experten und einer Betroffenen sprachen.